# Miltochrista flavodiscalis
Miltochrista flavodiscalis là một loài bướm đêm thuộc phân họ Arctiinae, họ Erebidae.